# 普埃雷斯
普埃雷斯是哥倫比亞的城鎮，位於該國西南部，由納里尼奧省負責管轄，始建於1825年1月29日，面積475平方公里，海拔高度2,738米，2005年人口8,850，人口密度每平方公里18.63人。

## 外部連結
- - cultural information from the municipality of Puerres.

0°52′54″N 77°30′29″W / 0.88167°N 77.50806°W